# Dombaramattur, Savanur
Dombaramattur là một làng thuộc tehsil Savanur, huyện Haveri, bang Karnataka, Ấn Độ.